# 豐坦卡 (科明捷爾尼夫西克區)
46°33′52″N 30°51′31″E / 46.56444°N 30.85861°E

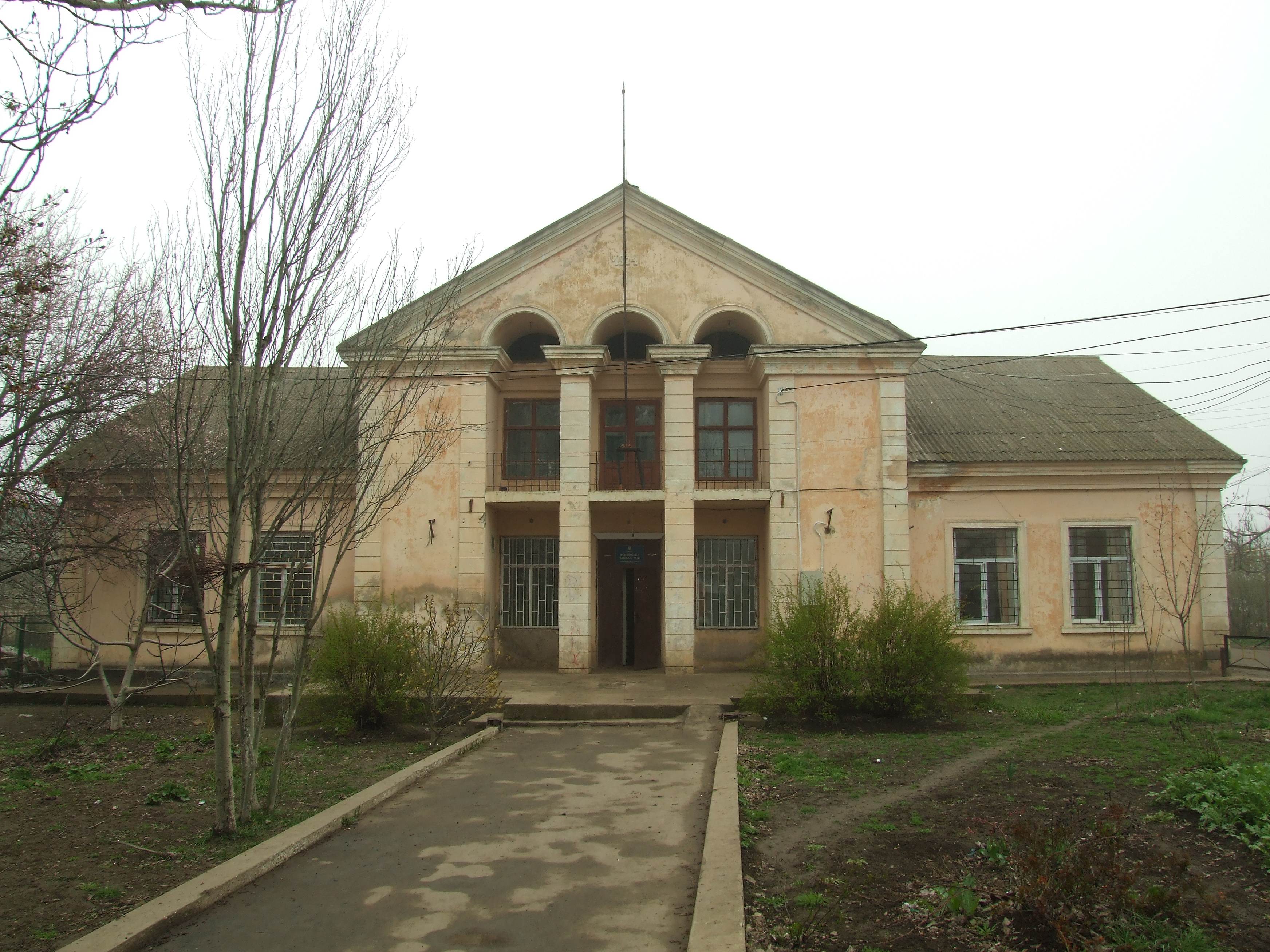

豐坦卡（烏克蘭語：Фонтанка）是位於烏克蘭西南部的村莊，由敖德萨州敖德萨区的豐坦卡市鎮負責管轄，並為該市鎮的行政中心。該村始建於1949年，面積4.2平方公里，海拔高度40米，2001年人口6,200，人口密度每平方公里1,490.48人。